# 埃文斯維爾鎮區 (明尼蘇達州)
埃文斯維爾鎮區（英語：Evansville Township）是位於美國明尼蘇達州道格拉斯縣的一個行政鎮區。

## 地方資料
埃文斯維爾鎮區的面積為91.29平方千米，當中陸地面積為84.57平方千米，而水域面積為6.72平方千米。根據2020年美國人口普查的數據，當地共有人口222人，而人口密度為每平方千米2.43人。